# Atemstimulierende Einreibung
Die atemstimulierende Einreibung (ASE) ist eine Pflegemaßnahme. Dabei wird der Rücken rhythmisch mit einer Lotion (unparfümierte Wasser-in-Öl-Lotion), Salbe oder mit Massageöl eingerieben. Die ASE verfolgt mehrere Ziele. Sie dient der Atemgymnastik, der Steigerung des Wohlbefindens, der Entspannung und Schlafförderung.

## Geschichte
Die atemstimulierende Einreibung geht auf Waltraud Marschke und Els Eichler zurück. Sie griffen dabei auf Erfahrungen der traditionellen Hauskrankenpflege zurück und wurden von der anthroposophischen Medizin beeinflusst. Später wurde die Atemstimulierende Einreibung von Christel Bienstein aufgegriffen und im Rahmen der Basalen Stimulation publik gemacht.

## Indikationen
Die atemstimulierende Einreibung wird bei verflachter, beschleunigter oder unregelmäßiger Atmung und bei schmerzbedingten Atemstörungen angewendet. Weitere Einsatzmöglichkeiten sind die Beatmungsentwöhnung, der Aufbau einer Beziehung zum Patienten sowie die Beruhigung und Einschlafförderung. Die ASE soll die Selbstwahrnehmung des Patienten fördern.

## Kontraindikationen
Rippenserienfrakturen sind eine absolute, kürzlich vorausgegangene Operationen am Thorax eine relative Kontraindikation. Die atemstimulierende Einreibung kann bei offenen Wunden oder Bestrahlungsfeldern im Bereich der Einreibung nicht angewendet werden.

## Wirkung
Die atemstimulierende Einreibung hat die namengebende Wirkung, die Atmung zu vertiefen und den Atemrhythmus zu beruhigen. Durch die vertiefte Atmung soll die ASE Atelektasen und Pneumonien vorbeugen. Allerdings kann diese Wirkung derzeit nicht belegt werden.
Die langsamen gleichmäßigen Bewegungen wirken beruhigend und schlaffördernd. Damit kann auch der Bedarf an Schlafmitteln und damit verbundene Nebenwirkungen vermindert werden.
Die ASE fördert die Wahrnehmung des eigenen Körpers. Dadurch wird Hospitalismus entgegengewirkt, desorientierten Personen wird Orientierung gegeben und das Selbstwertgefühl wird gestärkt.
Die Massage des Rückens wirkt entspannend und der ruhige Körperkontakt vermittelt Geborgenheit und steigert das Wohlbefinden.

## Durchführung

### Lagerung
Die atemstimulierende Einreibung kann im Sitzen und Liegen durchgeführt werden.
Im Sitzen sollte der Patient den Oberkörper entspannt auf einem Kissen ablegen, das z. B. auf einem Tisch vor der Brust liegt, oder sich vorne mit den Ellbogen abstützen können.
Im Liegen ist eine 135° Lagerung (fast auf dem Bauch liegend) sinnvoll. Dadurch ist der ganze Rücken zugänglich, es lastet aber nicht das volle Gewicht auf der Atemhilfsmuskulatur.
In der Seitenlagerung ist nur eine unvollständige, einseitige ASE möglich.
Ist eine Einreibung des Rückens nicht möglich, wie etwa bei beatmeten Patienten oder bei Hautdefekten des Rückens, kann die ASE auch auf der Brust durchgeführt werden. An Brust und Bauch werden Fremdberührungen aber im Allgemeinen weniger toleriert, so dass die entspannende Wirkung vermindert sein kann.

### Material
Die atemstimulierende Einreibung erfordert kein spezielles Material. Je nach gewählter Lagerung können Lagerungshilfsmittel und Kissen notwendig sein.
Zur Einreibung kann Lotion oder Massageöl verwendet werden.

### Ablauf
Die Einreibung wird möglichst mit bloßen Händen auf dem Rücken des Patienten durchgeführt. Sie erfolgt parallel vom Nacken zur Taille beidseitig der Wirbelsäule in überlappenden Kreisbewegungen. Dabei werden die Hände flach geschlossen aufgelegt und während der Ausatmung des Patienten entlang des Rückgrates nach unten und zur Seite geführt. Während der Einatmungsphase gleiten die Hände wieder nach oben und zur Mitte. Es schließt sich ein weiterer Durchgang etwa 15 cm tiefer an. Die Einreibung erfolgt in der Abwärtsbewegung mit leichtem Druck, der in der seitwärts und Aufwärtsbewegung nachlässt. Der Kontakt der Hände mit dem Patienten wird während des gesamten Vorganges nicht unterbrochen.
Der Halbkreis während der Ausatmungsphase soll etwa zweimal so lange dauern, wie während der Einatmungsphase. Zu Beginn der Einreibung können die Kreisbewegungen noch schneller erfolgen, da sie nicht vollkommen vom Rhythmus des Patienten abweichen sollten. Im Verlauf der Einreibung erfolgt die Kreisbewegung dann langsamer und der Patient übernimmt diesen Rhythmus für seine Atmung.
Die Einreibung vom Nacken zur Taille wird 4- bis maximal 5-mal wiederholt und mit 3-maliger Wiederholung, Ausstreichen des Rückens vom Nacken bis zum letzten Rippenbogen. Die Dauer einer ASE liegt im Bereich von drei bis acht Minuten. Danach soll der Patient Gelegenheit zur Ruhe haben.